# 1705 Tapio
Az 1705 Tapio (ideiglenes jelöléssel 1941 SL1) a Naprendszer kisbolygóövében található aszteroida. Liisi Oterma fedezte fel 1941. szeptember 29-én, Turkuban.